# مادرايغال دي لاس ألتاس توريس
بلدية مادرايغال دي لاس ألتاس توريس (بالإسبانية: Madrigal de las Altas Torres) هي بلدية تقع في مقاطعة آبلة التابعة لمنطقة قشتالة وليون وسط إسبانيا.

## الديموغرافيا
بلغ عدد سكان بلدية مادرايغال دي لاس ألتاس توريس 1.659 نسمة عام 2011 (وفقاً للمعهد الوطني للإحصاء الإسباني).
| 2.066 | 2.010 | 1.951 | 1.825 | 1.677 | 1.763 | 1.659 |

## أعلام
- ألفونسو، أمير أستورياس
- لويس دي ليون
- خوان دي بينيدا
- كاتالينا، أميرة أستورياس